# Du hành hệ Mặt Trời

Quỹ đạo của tàu vũ trụ Voyager 2
Voyager 2·
Trái Đất·
Mặt Trời
Sao Mộc·
Sao Thổ
Sao Thiên Vương·
Sao Hải Vương

Du hành hệ Mặt Trời là quá trình di chuyển giữa các thiên thể, ví dụ như từ Trái Đất đến các hành tinh hoặc vệ tinh tự nhiên khác trong hệ Mặt Trời.
Hiện tại, việc xây dựng tàu không gian du hành hệ Mặt Trời nằm gần ngoài tầm công nghệ của nhân loại và đòi hỏi rất nhiều nguồn lực đầu tư. Trước tiên tàu phải tiêu rất nhiều nhiên liệu để thoát khỏi trọng trường Trái Đất. Tàu cần được trang bị với hệ thống bảo vệ các tác nhân vũ trụ như thiên thạch và nhiệt từ ánh sáng Mặt Trời. Tàu cũng cần được trang bị hệ thống ăngten và động cơ phức tạp để căn chỉnh lại quỹ đạo trong quá trình bay và hệ thống bảo vệ khi thâm nhập khí quyển. Để vận chuyển phi hành gia quanh hệ Mặt Trời, ta cần phải che chắn họ khỏi tia vũ trụ gây ung thư và lên kế hoạch sống trong không gian chật hẹp trong thời gian dài.
Trước thời kì chạy đua vào không gian của chiến tranh Lạnh giữa Liên Xô và Hoa Kỳ, việc du hành hệ Mặt Trời chỉ là điều viễn tưởng. Năm 1961, Liên Xô xây dựng tàu tham dò đầu tiên đến Sao Kim mang tên Venera 1. Sau nhiều lần thất bại, năm 1970, tàu Venera 7 của Liên Xô trở thành vật thể nhân tạo đầu tiên đáp cánh tại Sao Kim. Sao Hỏa sau đó trở thành mục tiêu thám hiểm chính của hai cường quốc. Năm 1989, tàu Voyager 2 đã khám phá xong tất cả bốn hành tinh khổng lồ trong hệ Mặt Trời. Tính đến năm 2020, tất cả các hành tinh và một số tiểu hành tinh và sao chổi đã được khám phá bởi tàu thăm dò. Tuy nhiên việc khám phá vật thể từ vành đai Kuiper trở ra vẫn còn hạn chế; chỉ có một tàu thăm dò, New Horizons, đã bay qua các vật thể trong vành đai.